# Somme-Tourbe
Somme-Tourbe és un municipi francès, situat al departament del Marne i a la regió del Gran Est. L'any 2007 tenia 133 habitants.

## Demografia

### Població
El 2007 la població de fet de Somme-Tourbe era de 133 persones. Hi havia 58 famílies, de les quals 11 eren unipersonals (4 homes vivint sols i 7 dones vivint soles), 29 parelles sense fills, 14 parelles amb fills i 4 famílies monoparentals amb fills.
La població ha evolucionat segons el següent gràfic:
Habitants censats

### Habitatges
El 2007 hi havia 61 habitatges, 57 eren l'habitatge principal de la família, 2 eren segones residències i 2 estaven desocupats. 58 eren cases i 3 eren apartaments. Dels 57 habitatges principals, 43 estaven ocupats pels seus propietaris, 13 estaven llogats i ocupats pels llogaters i 2 estaven cedits a títol gratuït; 1 tenia una cambra, 2 en tenien dues, 8 en tenien tres, 15 en tenien quatre i 31 en tenien cinc o més. 51 habitatges disposaven pel capbaix d'una plaça de pàrquing. A 25 habitatges hi havia un automòbil i a 28 n'hi havia dos o més.

### Piràmide de població
La piràmide de població per edats i sexe el 2009 era:
| Homes | Edats   | Dones |
| ----- | ------- | ----- |
| 0     | 95 o +  | 0     |
| 0     | 90 a 94 | 0     |
| 3     | 85 a 89 | 1     |
| 2     | 80 a 84 | 1     |
| 3     | 75 a 79 | 3     |
| 2     | 70 a 74 | 4     |
| 3     | 65 a 69 | 3     |
| 4     | 60 a 64 | 2     |
| 2     | 55 a 59 | 3     |
| 7     | 50 a 54 | 8     |
| 8     | 45 a 49 | 3     |
| 9     | 40 a 44 | 6     |
| 3     | 35 a 39 | 3     |
| 3     | 30 a 34 | 7     |
| 5     | 25 a 29 | 2     |
| 6     | 20 a 24 | 4     |
| 10    | 15 a 19 | 7     |
| 4     | 10 a 14 | 5     |
| 5     | 5 a 9   | 2     |
| 2     | 0 a 4   | 3     |

## Economia
El 2007 la població en edat de treballar era de 91 persones, 64 eren actives i 27 eren inactives. De les 64 persones actives 62 estaven ocupades (34 homes i 28 dones) i 3 estaven aturades (2 homes i 1 dona). De les 27 persones inactives 13 estaven jubilades, 4 estaven estudiant i 10 estaven classificades com a «altres inactius».

### Ingressos
El 2009 a Somme-Tourbe hi havia 65 unitats fiscals que integraven 157 persones, la mediana anual d'ingressos fiscals per persona era de 20.389 €.

### Activitats econòmiques
Dels 10 establiments que hi havia el 2007, 1 era d'una empresa alimentària, 3 d'empreses de comerç i reparació d'automòbils, 1 d'una empresa de transport, 1 d'una empresa d'hostatgeria i restauració, 1 d'una empresa immobiliària i 3 d'empreses de serveis.
L'únic servei als particulars que hi havia el 2009 era un restaurant.
L'únic establiment comercial que hi havia el 2009 era una fleca.
L'any 2000 a Somme-Tourbe hi havia 12 explotacions agrícoles.

## Poblacions més properes
El següent diagrama mostra les poblacions més properes.